# (4580) Child
(4580) Child est un astéroïde de la ceinture principale.

## Description
(4580) Child est un astéroïde de la ceinture principale. Il fut découvert le 4 mars 1989 à l'Observatoire Palomar par Eleanor Francis Helin. Il présente une orbite caractérisée par un demi-grand axe de 2,64 UA, une excentricité de 0,10 et une inclinaison de 13,9° par rapport à l'écliptique.

## Compléments